# Dokkin!遠藤理です
『Dokkin!遠藤理です』（どっきん えんどうただしです）は、茨城放送で1990年10月5日から1994年4月2日までの間、毎週金曜日・土曜日の7:00から11:00（JST）に放送されていたラジオ番組

## 概要
1990年秋改編でそれまでの朝のワイド番組と午前のワイド番組を統合する形でスタートした。

タイトル通り、本番組は週の後半（金曜、土曜）のみ放送された。なお、週前半に放送された『おはよう阿部ニュー』→『なべちゃんのやる気の出るラジオ』とほぼ同じ流れで番組は進行するが、内容の一部に差別化がはかられている。

## パーソナリティ
- 遠藤理（当時茨城放送アナウンサー）

### アシスタント
- 初代　堀江ゆかり（1990年10月 - 1991年3月）
- 2代目 藤井あかね（1991年4月 - 1992年3月）
- 3代目 林美津子（1992年4月 - 1994年3月）

## コーナー
- 朝日新聞ニュース
- ヘッドラインニュース
- ヤナセスポーツニュース
- ラジオ県民室
- 今日は何の日
- スクーピーレポート
- わが家の何でも自慢
- イベントインフォメーション
- 誕生月のお花プレゼント
- 電話でこんにちは
- エキスポセンターおしゃべり広場
- 今日のお元気さん（10時台のみ）
- 耳こみ情報今どきのホテル
- 日清出前クイズ（金のみ）
- 頑張れ!ヤクルトスワローズ
- Dokkin!ボウリング道場
- お魚おいしいぞ!

## 備考
- 1993年2月27日放送分までは北見町局舎から生放送されていたが、同年3月5日放送分からは千波町局舎（現社屋）からの生放送に変更された。